# Forze aeree svizzere
Forze aeree svizzere (in tedesco Schweizer Luftwaffe; in francese Forces aériennes suisses; in romancio Aviatica militara svizra; in inglese Swiss Air Force a uso internazionale, sigla SAF) è il nome ufficiale dell'aviazione militare della Svizzera dal 1956.
In precedenza era nota come Truppe d'aviazione dell'Esercito svizzero (in tedesco Schweizerischen Fliegertruppe; in francese Troupes d'aviation et de DCA).

## Storia

### Le origini
L'Aeronautica svizzera fu creata il 31 luglio 1914 come componente dell'esercito grazie a una colletta nazionale privata promossa dalla società degli ufficiali e che riuscì a raccogliere 1,7 milioni di franchi. Nel 1910 infatti il Consiglio federale si rifiutò di finanziare la formazione di piloti a scopo militare.
Allo scoppio della prima guerra mondiale la forza aerea elvetica si componeva di soli otto velivoli privati e dieci piloti a disposizione. Il conflitto, che risparmiò il Paese, favorì lo sviluppo dell'aviazione e nel 1918 la Svizzera disponeva di 68 aerei (prevalentemente da ricognizione).
Nell'immediato dopoguerra i mezzi a disposizione dell'aviazione rimasero prevalentemente gli stessi ma l'esercito si adoperò comunque per la creazione di nuove piste come Losanna e Payerne che si aggiungevano a Thun, Dübendorf e Beundenfeld.
La spinta al riarmo, negli anni trenta, convinse l'esercito a dotarsi di nuovi velivoli da combattimento come i Fokker C.V-E, i Dewoitine D.27, gli EKW C-35, i Morane-Saulnier MS.406 e i Messerschmitt Bf 109.
Nel 1936 si decise di separarla dalla componente terrestre dando vita alle due entità che ancora oggi compongono l'esercito svizzero (le forze terrestri e le forze aeree).

### La seconda guerra mondiale

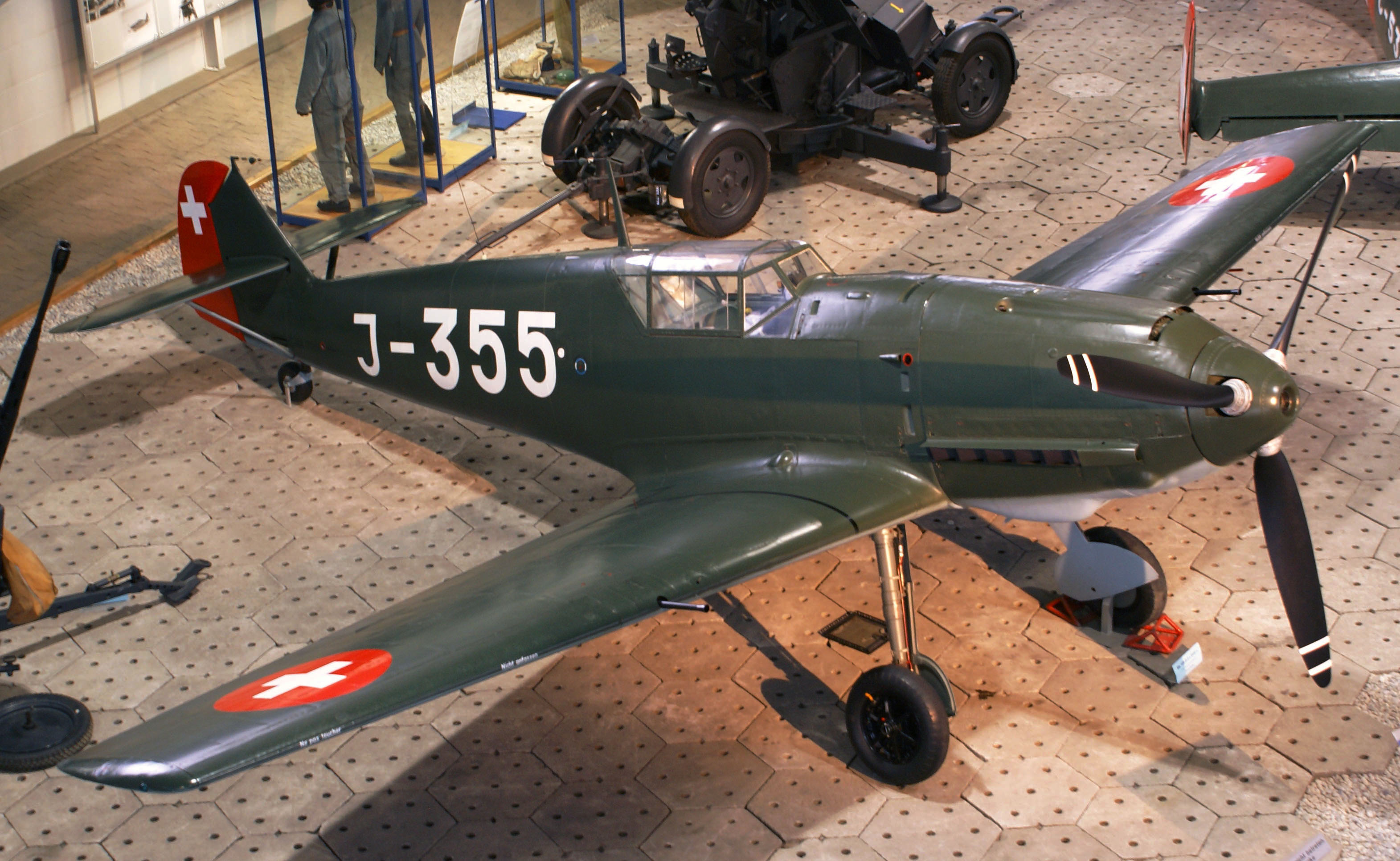
Un Messerschmitt Bf 109-E3 svizzero

Agli albori della seconda guerra mondiale l'aviazione svizzera disponeva di soli 86 aerei da caccia e di 121 velivoli per l'osservazione e il combattimento al suolo, tra i quali i caccia Messerschmitt Bf 109 D/E e i DKW D-3800/D-3801, copia nazionale del Morane-Saulnier MS.406, oltre ai biplani biposto multiuso EKW C-35 di produzione nazionale. Vennero costruiti altri quindici campi d'aviazione sparsi nei vari angoli del Paese.
L'aviazione e la contraerea furono le uniche armi entrate in azione durante la guerra e risposero a un importante numero di violazioni dello spazio aereo elvetico. Nel 1940 gli sporadici scontri tra Luftwaffe e Forze aeree svizzere si fecero più frequenti.
La Germania, irritata e sostenendo che i combattimenti si erano tenuti al di fuori dello spazio aereo svizzero, chiese al governo di Berna delle scuse ufficiali e un risarcimento per i danni subiti. La crisi diplomatica che ne scaturì ebbe pericolose ripercussioni tra i due Paesi. Il Reich tagliò per ritorsione le esportazioni di carbone verso la Svizzera, ma le scaramucce aeree non si placarono. Nei primi giorni di giugno del 1940 gli svizzeri attaccarono ripetutamente una squadriglia di circa 35 bombardieri tedeschi sopra Neuchâtel, abbattendo tre Heinkel He 111 e l'8 giugno quindici Me 109 nazionali si ritrovarono a dover affrontare ventotto apparecchi della Luftwaffe perdendone due, abbattendone uno e costringendo all'atterraggio altri due velivoli. Lo stesso giorno un aereo da ricognizione veniva abbattuto, 10 miglia all'interno della Svizzera, da sei caccia della Luftwaffe.
Complessivamente i tedeschi persero undici aerei e gli svizzeri tre. Il 20 giugno 1940, per timore che questi combattimenti fungessero da pretesto tedesco per un'invasione, il generale Henri Guisan proibì all'aviazione i combattimenti sopra il Paese. Fino a novembre del 1943 la difesa dello spazio aereo nazionale venne affidata esclusivamente alla difesa contraerea.
Verso la fine del conflitto, a causa dell'intensa attività bellica nel Nord Italia da parte delle missioni di bombardamento alleate sull'allora Repubblica Sociale Italiana, furono numerosi gli episodi che videro al centro della contraerea elvetica sia i bombardieri dell'USAAF sia i caccia dell'ANR, causando perdite sia in termini di mezzi sia di vite umane. Secondo alcune fonti, il pilota da caccia Aurelio Morandi, l'ultimo pilota italiano caduto in combattimento durante il conflitto, perse la vita a causa di un colpo della contraerea che lo fece precipitare in un campo situato tra Fino Mornasco e Bulgorello, in provincia di Como.
Complessivamente, durante il servizio attivo, si registrarono 6 501 violazioni delle frontiere e 254 velivoli atterrarono, precipitarono o furono abbattuti sopra il territorio elvetico.

### I primi aerei a reazione e primi elicotteri

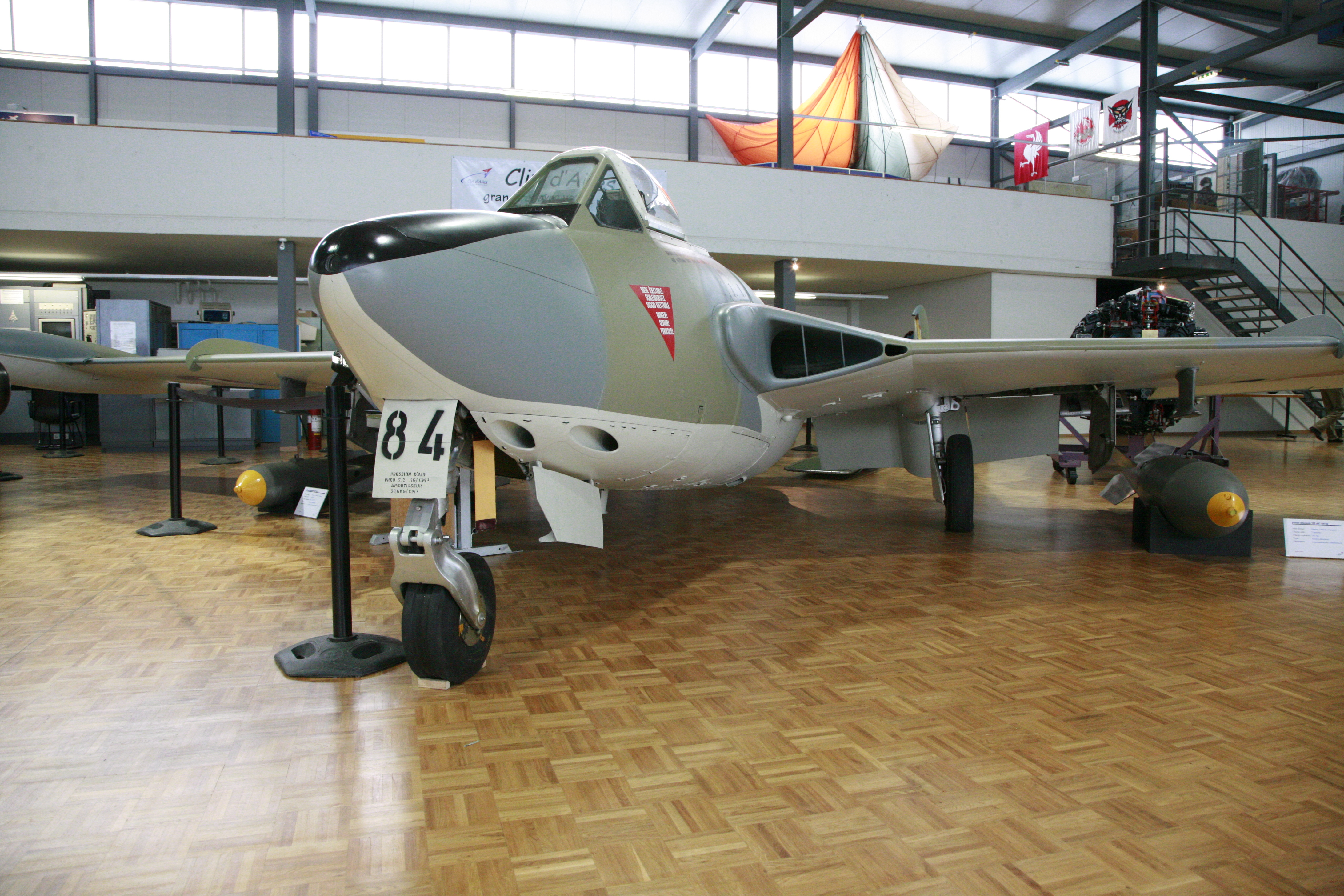
Un Venom conservato nella base aerea di Payerne

Nel 1956 le squadriglie delle Forze aeree svizzere furono le prime al mondo a dotarsi completamente di aerei a reazione dopo aver acquistato (e parzialmente costruito su licenza) 175 Vampire e 250 Venom. Nel 1958 entrarono in attivo anche i primi elicotteri di una certa importanza (Alouette II) e i cacciabombardieri Hawker Hunter MK 58 che, successivamente (dal 1964 al 1994), diverranno gli aerei utilizzati dalla Patrouille Suisse (una delle pattuglie aeree acrobatiche dell'esercito svizzero. Ci sono anche il PC-7 TEAM, il Super Puma Display Team e il F/A-18 Hornet Solo Display Team).
Nel 1961 l'Assemblea federale approvò l'acquisto di 100 aerei da combattimento Dassault Mirage III (per una spesa complessiva di 871 milioni di franchi svizzeri). Nel 1964 il Consiglio federale chiese un credito aggiuntivo di 576 milioni legato all'aumento dei costi di produzione vista la decisione di produrre i velivoli in Svizzera con licenza. Lo scandalo che ne seguì istituì per la prima volta una commissione d'inchiesta parlamentare in Svizzera.
Dei 100 aerei previsti ne entrarono in funzione solamente 57.
Nel 1975 entrarono poi in servizio 110 F-5 E Tiger di produzione statunitense. Nel 1987 la svizzera si dotò di un nuovo elicottero per il trasporto (Super Puma). Nel 1993 l'esercitò svizzero acquistò 34 F/A-18 Hornet che rappresentavano il fiore all'occhiello dell'aviazione a quel momento.
Nel 1977 l'aviazione militare svizzera partecipò alle sue prime esercitazioni all'estero che divennero prassi nei decenni successivi prima in Sardegna (sino al 1991) e poi sopra il Mare del Nord.
Dal 2000, sui cieli svizzeri, sono anche attivi alcuni aeromobili a pilotaggio remoto (APR) del tipo ADS-95 Ranger (coproduzione israeliana) utilizzati anche per operazioni di polizia.

### Presente e futuro delle Forze aeree

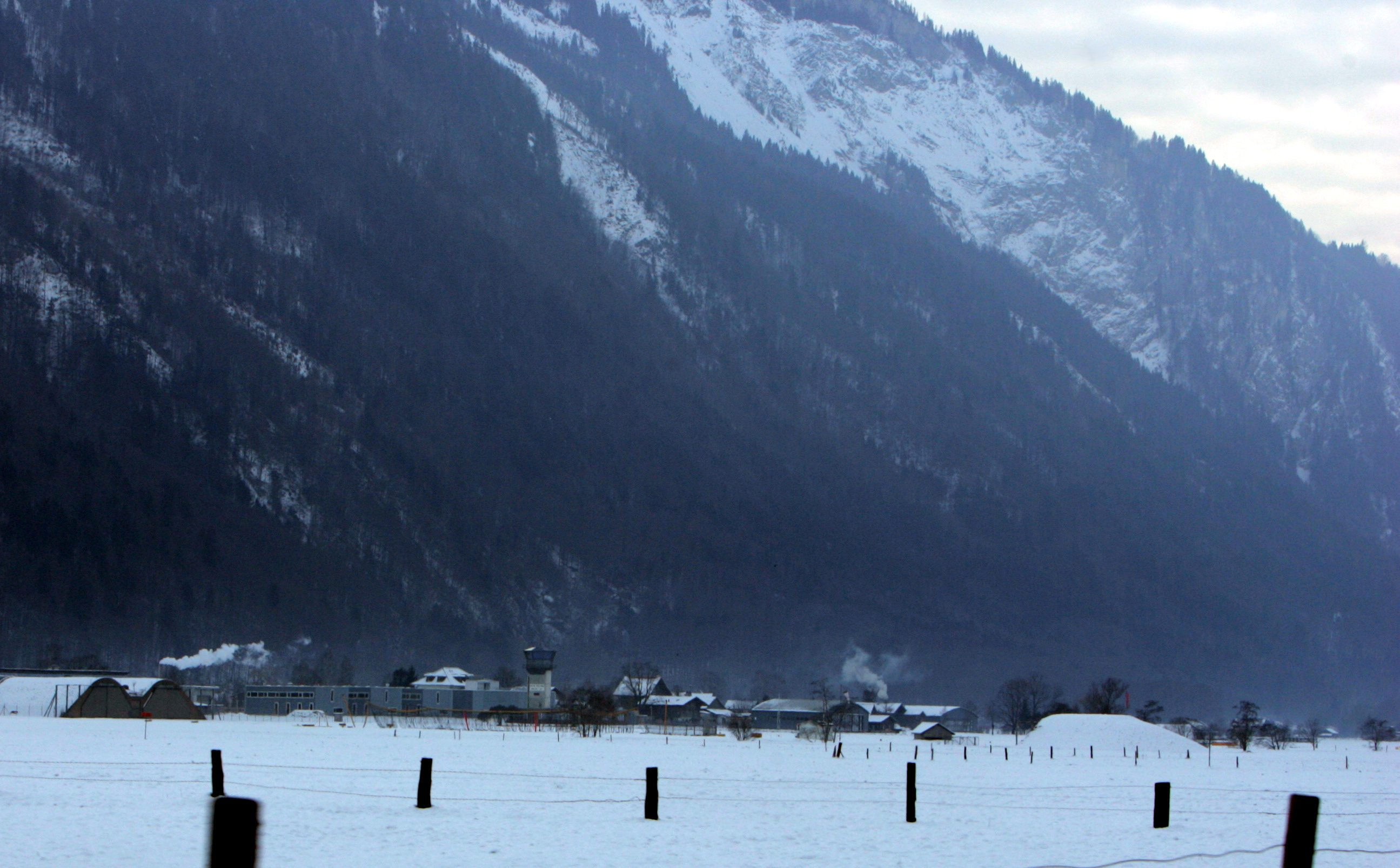
La base aerea di Meiringen

Ogni decisione riguardante l'acquisto di nuovi mezzi per l'aviazione è controversa dal punto di vista politico. In Svizzera, ormai da decenni e perlomeno dall'affare Mirage, i gruppi partitici che si oppongono alle forze armate e ai suoi finanziamenti raccolgono un numero crescente di consensi e non è un caso se, già nel 1993, l'acquisto degli F/A-18 Hornet superò con margini esigui la votazione popolare.
Il programma d'armamento 2004 (che prevedeva l'acquisto di due aerei da trasporto tattico CASA C-295) venne respinto dal parlamento. Sorte simile anche per il programma 2009 (che chiedeva tra l'altro 404 milioni per l'ammodernamento della flotta F/A-18). In quest'ultimo caso hanno pesato sulle decisioni politiche lo scandalo Roland Nef (il capo dell'esercito indagato per violenza domestica), le tragedie della Jungfrau e del Kander (sei soldati travolti da una valanga nella prima; cinque travolti dalla corrente durante un'esercitazione nella seconda) e le difficili relazioni tra l'UDC e il Ministro della difesa Samuel Schmid.
Nel 2008, inoltre, al popolo è stata sottoposta un'iniziativa denominata "Contro il rumore dei velivoli da combattimento nelle regioni turistiche". La stessa, promossa da Franz Weber, è stata respinta ma ha nuovamente sottolineato il momento difficile dell'esercito svizzero e dell'aviazione in particolare.

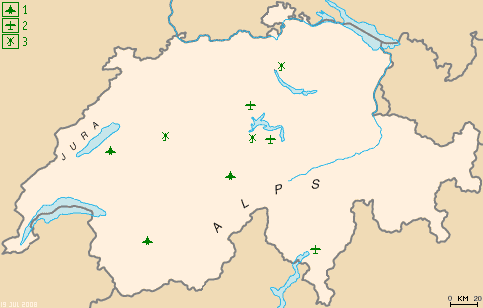
L'ubicazione delle basi aeree militari in territorio svizzero:(1) jet (2) velivoli leggeri (3) elicotteri

A partire dai primi anni del 2000, la Svizzera si è messa alla ricerca di un nuovo apparecchio per sostituire parzialmente i Tiger F-5 (alcuni di essi erano stati tra l'altro prestati alla vicina Austria).
I produttori in lista per accaparrarsi la commessa (e i cui velivoli erano già stati precedentemente testati dall'esercito) erano la francese Dassault con il Rafale, il consorzio EADS con l'Eurofighter e la svedese Saab con il Gripen, l'americana Boeing con l'F/A-18 Super Hornet (quest'ultima poi ritiratasi a causa dell'alto costo del suo prodotto). Il 30 novembre 2011, il Gripen è risultato il velivolo prescelto nella versione JAS-39E. Il referendum popolare del 18 maggio 2014 ha però bocciato l'acquisto dei 22 Gripen.
Attualmente è in corso il programma UAS15 che permetterà alle Forze aeree di sostituire i droni RUAG ADS95 "Ranger" in servizio dal 2001, e i RUAG KZD85, radiobersagli anch'essi in servizio dal 2001 con dei moderni UAV. Il concorso è stato vinto dall'Elbit Hermes 900HFE e rientra nel programma d'armamento 2015. Il parlamento ha approvato l'acquisto.

### Air policing / Polizia aerea
La polizia aerea è una delle principali attività in tempo di pace delle Forze aeree svizzere. L'Air Force distingue due classi di missione, la missione in diretta Live-Mission (osservazione, identificazione) e la Hot-Mission (missione di pronto intervento).
| Anno | Live Mission | Hot Mission | Nota  |
| ---- | ------------ | ----------- | ----- |
| 2006 | 342          | 22          | [ 6 ] |
| 2007 | 295          | 23          | [ 7 ] |
| 2008 | 308          | 23          |       |
| 2009 | 294          | 9           |       |
| 2010 | 246          | 22          |       |
| 2011 | 350          | 12          |       |
| 2012 | 207          | 10          |       |
| 2013 | 202          | 9           |       |
| 2014 | 277          | 15          |       |
| 2015 | 276          | 37          |       |
| 2016 | 337          | 26          | [ 8 ] |
| 2017 | 292          | 36          | [ 8 ] |
| 2018 | 245          | ca.20       | [ 9 ] |

## Basi aeree
Le Forze aeree svizzere hanno sette basi aeree attive sparse sul territorio nazionale, la più importante delle quali è situata a Payerne, nella Svizzera occidentale, nota anche per un air show internazionale nel 2014. All'Air14 sono stati celebrati tre giubilei: 100 anni delle Forze aeree svizzere, 50 anni della Patrouille Suisse e 25 anni del PC-7 TEAM. Le altre sono la elibase situata ad Alpnach, le basi minori di Berna (VIP only), Dübendorf, Emmen, Meiringen, Sion e Locarno (quest'ultima utilizzata per gli addestramenti di base su PC-7 per gli aspiranti piloti militari, e per l'addestramento degli esploratori paracadutisti dell'Esercito). La base aerea di Alpnach è la base più importante delle Forze aeree svizzere per gli elicotteri. La base di Buochs non è operativa, mentre la base aerea presente a Mollis è stata chiusa dal gennaio 2007.

## Aeromobili in uso
Sezione aggiornata annualmente in base al World Air Force di Flightglobal del corrente anno. Tale dossier non contempla UAV, aerei da trasporto VIP ed eventuali incidenti accorsi durante l'anno della sua pubblicazione. Modifiche giornaliere o mensili che potrebbero portare a discordanze nel tipo di modelli in servizio e nel loro numero rispetto a WAF, vengono apportate in base a siti specializzati, periodici mensili e bimestrali. Tali modifiche vengono apportate onde rendere quanto più aggiornata la tabella.
| Aeromobile                           | Origine     | Tipo                                    | Versione (denominazione locale) | In servizio (2024) | Note | Immagine |
| Aerei da combattimento               |             |                                         |                                 |                    | |          |
| McDonnell Douglas F/A-18 Hornet      | Stati Uniti | Caccia multiruoloconversione operativa  | F/A-18CF/A-18D                  | 255                | 26 F/A-18C e 6 F/A-18D ordinati nel 1993, consegnati tra il 1996 e il 1999. 4 esemplari persi tra il 1998 e il 2016. |          |
| Northrop F-5 Tiger II                | Stati Uniti | intercettoreconversione operativa       | F-5EF-5F                        | 185                | Il 27 agosto 1975 furono ordinati 66 F-5E e 6 F-5F con il programma Peace Alps I, e consegnati tra il 1978 e il 1981. seguiti il 4 giugno 1981 da 32 F-5E e 6 F-5F ordinati con il programma Peace Alps II. Un F-5E appartenente alla Patrouille Suisse è precipitato il 26 maggio 2021. |          |
| Lockheed Martin F-35 Lightning II    | Stati Uniti | cacciabombardiere                       | F-35A                           | 0                  | Il 30 giugno 2021, il Consiglio federale svizzero ha selezionato l'F-35A come vincitore del programma per un nuovo caccia. A partire dal 2030 saranno consegnati 36 F-35A. Ordine per 36 F-35A firmato il settembre 2022. |          |
| Aeromobili a pilotaggio remoto - UAV |             |                                         |                                 |                    | |          |
| Elbit Hermes 900                     | Israele     | aeromobile a pilotaggio remoto          | Hermes 900                      | 2                  | 6 Hermes 900 ordinati a novembre 2015. Primi due esemplari consegnati a fine aprile 2022 per essere sottoposti a prove di volo e il cui ingresso in servizio è avvenuto il 30 gennaio 2023. |          |
| Farner KZD 85                        | Svizzera    | UAV                                     | KZD 85                          | 30                 | Radiobersaglio |          |
| Aerei da trasporto                   |             |                                         |                                 |                    | |          |
| Beechcraft 1900                      | Stati Uniti | aereo da trasporto VIP                  | 1900D                           | 1?                 | |          |
| Beechcraft King Air 350              | Stati Uniti | Aereo da trasportoMappatura fotografica | B350C                           | 1                  | 1 B350C acquistato nel 1993. |          |
| Cessna Citation Excel                | Stati Uniti | Aereo da trasporto VIP                  | Ce-560XL                        | 1                  | 1 Cessna 560XL acquistato nel 2002. |          |
| Bombardier Global 7500               | Canada      | Aereo da trasporto VIP                  | Global 7500                     | 1                  | 1 Global 7500 acquistato nel 2023, consegnato il 17 dicembre 2024 e con ingresso in servizio previsto a inizio 2025. |          |
| de Havilland Canada DHC-6 Twin Otter | Canada      | Mappatura fotografica                   | DHC-6-300                       | 1                  | 1 DHC-6-300 acquistato nel 1976. |          |
| Bombardier CL604                     | Canada      | aereo da trasporto VIPaeroambulanza     | CL604                           | 2                  | 2 CL604 acquistati di seconda mano nel 2019-2020. |          |
| Dassault Falcon 900                  | Francia     | aereo da trasporto VIP                  | Falcon 900EX                    | 1                  | 1 Falcon 900EX acquistato nel 2013. |          |
| Pilatus PC-6 Turbo-Porter            | Svizzera    | aereo da trasporto leggero              | PC-6/B2-H2M-1                   | 14                 | 12 PC-6/H2M Poter con motori a pistoni consegnati nel 1966-1967, seguiti da 6 PC-6B2 con turboelica nel 1975-1976, standard al quale furono portati anche i primi esemplari. Due aerei persi rispettivamente nel 1993 e nel 1997, uno cannibalizzato nel 2002 dopo essere stato danneggiato in modo irreparabile. I 15 esemplari superstiti sono stati sottoposti ad un aggiornamento di cockpit ed avionica tra il 2015 e il 2017. |          |
| Pilatus PC-12                        | Svizzera    | aereo da trasporto leggero              | PC-12/45                        | 1                  | 1 PC-12 acquistato nel 2001. |          |
| Diamond DA42                         | Austria     | aereo sperimentale                      | DA42 Aurora Centaurus           | 1                  | 1 DA42 acquistato nel 2012. Appartiene ad Armasuisse. Le Forze aeree svizzere non volano con quest'aeroplano. Però ha una immatricolazione militare. |          |
| Aerei da addestramento               |             |                                         |                                 |                    | |          |
| Pilatus PC-7 Turbo Trainer           | Svizzera    | Addestratore basico                     | NCPC-7                          | 27                 | Le Forze aeree svizzere hanno comprato 40 PC-7 consegnati tra il 1982 e il 1984, sottoposti ad aggiornamento del cockpit tra il 2005 e il 2009 e ridenominati NCPC-7. |          |
| Pilatus PC-21                        | Svizzera    | aereo da addestramento avanzato         | PC-21                           | 7                  | 8 PC-21 consegnati tra il 2008 e il 2012. Un esemplare è rimasto danneggiato dopo un atterraggio il 28 novembre 2023 e non è ancora noto se l'aereo potrà essere riparato. |          |
| Elicotteri                           |             |                                         |                                 |                    | |          |
| Eurocopter AS332 Super Puma          | Francia     | elicottero da trasporto medio           | AS332M1                         | 15                 | 15 AS332M1 ordinati in due lotti, consegnati tra il 1988 e il 1993 e costantemente aggiornati negli anni duemila. Basati a Payerne, Dübendorf e Alpnach. |          |
| Eurocopter AS532 Cougar              | Francia     | elicottero da trasporto medio           | AS532UL                         | 10                 | 12 AS 532UL ordinati nel 1998 e consegnati nel 2001-2002. Basati a Payerne, Dübendorf e Alpnach. Due esemplari persi nel 2011 e nel 2016, i 10 in servizio sono stati sottoposti a upgrade dalla svizzera RUAG, tra il 2018 e il 2022. |          |
| Airbus Helicopters H135M             | Francia     | Elicottero utility                      | EC635 P2+                       | 16                 | 18 EC 635P2+ ordinati nel 2006 e consegnati tra il 2007 e il 2009. Basati a Payerne, Dübendorf e Alpnach. Due basati a Berna. Un esemplare è stato perso in un incidente il 6 novembre 2024. |          |

## Armamento della DCA (Difesa Contraerea)
| Name                          | Origine     | Tipo               | In servizio | Note | Immagine |
| ----------------------------- | ----------- | ------------------ | ----------- | --- | -------- |
| Oerlikon 35 mm cannone binato | Svizzera    | Cannone antiaereo  | 24          | "Flab Kanone 63/90". 16 Unità di fuoco della difesa contraerea media e 8 Unità di fuoco della difesa contraerea media con sensori integrati DTA 10 |          |
| FIM-92 Stinger                | Stati Uniti | MANPADS            | 96          | |          |
| Rapier                        | Regno Unito | missile terra-aria | 40          | "Mobile Lenkwaffen Flugabwehr" |          |

## Aeromobili ritirati
| Aeromobile                  | Origine          | Tipo                                  | Versione (denominazione locale) | Quantità | Data entrata in servizio | Data cessazione servizio | Note | Immagine |  |
| ADS-95 Ranger               | Svizzera         | UAV                                   | ADS-95                          | 28       | 1996                     | 2019                     | Consegnati tra il 1996 e il 2001, definitivamente messi a terra nel 2019. |          |  |
| Aérospatiale Alouette II    | Francia          | osservazione, soccorso & collegamento | II                              | 30       | 1958                     | 1992                     | 10 acquisiti nel 1958, e 20 nel 1964. |          |  |
| Aérospatiale Alouette III   | Francia          | trasporto, collegamento e soccorso    | III                             | 84       | 1964                     | 2010                     | 14 persi in incidenti. Sostituiti dagli Eurocopter EC635. |          |  |
| BAE Hawk                    | Regno Unito      | addestramento                         | Mk. 66                          | 20       | 1989                     | 2003                     | Uno perso nel 1990. 18 ceduti alle forze armate della Finlandia nel 2008. |          |  |
| Beechcraft Expeditor        | Stati Uniti      | trasporto                             | C18S, C-45F                     | 3        | 1948                     | 1969                     | | \|       |  |
| Beechcraft Twin Bonanza     | Stati Uniti      | trasporto                             | E50                             | 3        | 1957                     | 1989                     | |          |  |
| BFW M.18                    | Germania         | trasporto                             | 18C & 18D                       | 4        | 1929                     | 1954                     | 1 18C, 3 18D. |          |  |
| Bücker Jungmann             | Germania         | addestramento                         | Bü 131                          | 94       | 1936                     | 1971                     | Biplano biposto. 10 acquisiti da aeroclub. |          |  |
| Bücker Jungmeister          | Germania         | addestramento                         | Bü 133                          | 52       | 1937                     | 1968                     | Biplano addestratore monoposto acrobatico e per combattimento aereo |          |  |
| Comte AC-1                  | Svizzera         | caccia                                | AC-1                            | 1        | 1928                     | 1939                     | |          |  |
| Comte AC-4                  | Svizzera         | collegamento                          | AC-4                            | 1        | 1931                     | 1938                     | |          |  |
| Comte AC-11-V               | Svizzera         | collegamento                          | AC-11-V                         | 1        | 1943                     | 1945                     | |          |  |
| Dassault Falcon             | Francia          | trasporto VIP                         | 50                              | 1        | 1996                     | 2013                     | Sostituiti dai Dassault Falcon 900EX. |          |  |
| Dassault Mirage III         | Francia Svizzera | sperimentale                          | IIIC                            | 1        | 1962                     | 1978                     | |          |  |
| Dassault Mirage III         | Francia Svizzera | ricognizione                          | IIIRS                           | 18       | 1965                     | 2003                     | |          |  |
| Dassault Mirage III         | Francia Svizzera | caccia                                | IIIS                            | 36       | 1966                     | 1999                     | Mirage IIIE estensivamente modificati (IIIS=Suisse), appositamente alle esigenze delle forze aeree svizzere, con radar di controllo del tiro HUGHES MA-1 TARAN, Ford AIM-9P Sidewinder, elettronica migliorata, alette canard e altre modifiche. La F+W di Emmen (oggi Armasuisse) li ha poi ammodernati nel periodo 1990-2000. Uno scandalo finanziario ha portato alla riduzione degli acquisti rispetto all'ordine originale di 100. |          |  |
| Dassault Mirage III         | Francia Svizzera | addestramento                         | IIIBS                           | 4        | 1964                     | 2003                     | 2 persi in incidenti. |          |  |
| Dassault Mirage III         | Francia Svizzera | addestramento                         | IIIDS                           | 2        | 1983                     | 2003                     | In sostituzione dei Mirage IIIBS persi in incidenti. |          |  |
| De Havilland DH.98 Mosquito | Regno Unito      | bombardiere                           | PR.4 & FB.6                     | 2        | 1944                     | 1954                     | 1 utilizzato dalla Swissair per l'addestramento dei piloti. Banco prova per il motore EFW N-20. |          |  |
| De Havilland DH.100 Vampire | Regno Unito      | caccia                                | F.1                             | 4        | 1946                     | 1961                     | Primo aereo a getto della forze aeree svizzere. Utilizzato per prove. |          |  |
| De Havilland DH.100 Vampire | Regno Unito      | caccia-bombardiere                    | F.6                             | 178      | 1949                     | 1990                     | Incluso 3 realizzati con le parti di ricambio. |          |  |
| De Havilland DH.100 Vampire | Regno Unito      | caccia notturno                       | NF.10                           | 1        | 1958                     | 1961                     | Solo per prove. |          |  |
| De Havilland DH.100 Vampire | Regno Unito      | addestramento                         | T.55                            | 39       | 1953                     | 1990                     | Biposto da addestramento, 30 costruiti in Svizzera. |          |  |
| De Havilland DH.112 Venom   | Regno Unito      | caccia-bombardiere                    | FB.50                           | 126      | 1954                     | 1984                     | Vampire migliorato con nuove ali. La versione svizzera FB.50 corrisponde alla versione RAF FB.1, la versione svizzera FB.54 corrisponde alla FB.5. |          |  |
| De Havilland DH.112 Venom   | Regno Unito      | ricognizione                          | FB.50R                          | 24       | 1956                     | 1975                     | Vampire migliorato con nuove ali. La versione svizzera FB.50 corrisponde alla versione RAF FB.1, la versione svizzera FB.54 corrisponde alla FB.5. |          |  |
| De Havilland DH.112 Venom   | Regno Unito      | caccia-bombardiere                    | FB.54                           | 100      | 1956                     | 1983                     | Vampire migliorato con nuove ali. La versione svizzera FB.50 corrisponde alla versione RAF FB.1, la versione svizzera FB.54 corrisponde alla FB.5. |          |  |
| De Havilland DH.112 Venom   | Regno Unito      | ricognizione                          | FB.54R                          | 8        | 1980                     | 1987                     | Vampire migliorato con nuove ali. La versione svizzera FB.50 corrisponde alla versione RAF FB.1, la versione svizzera FB.54 corrisponde alla FB.5. |          |  |
| Dewoitine D.26              | Francia          | addestramento                         | D.26                            | 11       | 1931                     | 1948                     | |          |  |
| Dewoitine D.27              | Francia          | caccia                                | D.27                            | 66       | 1928                     | 1944                     | |          |  |
| Dornier Do 27               | Germania         | ricognizione aerea                    | Do 27H2                         | 7        | 1958                     | 2008                     | |          |  |
| N-20.2 Arbalète             | Svizzera         | sperimentale caccia                   | N-20.2                          | 1        | 1949                     | 1952                     | Primo caccia a getto svizzero, costruito soltanto un prototipo per prove. |          |  |
| N-20.10 Aiguillon           | Svizzera         | caccia                                | N-20.10                         | 1        | 1949                     | 1952                     | Primo caccia a getto svizzero, non prodotto in serie. |          |  |
| EKW C-35                    | Svizzera         | ricognizione                          | C-35 & 35-1                     | 90       | 1937                     | 1954                     | 8 costruiti dai ricambi. |          |  |
| EKW C-36                    | Svizzera         | ricognizione                          | C-3603                          | 160      | 1942                     | 1987                     | 20 convertiti per il traino bersagli, 40 rimotorizzati con turboeliche. |          |  |
| Aérospatiale SA 365 Dauphin | Francia          | trasporto VIP                         | SA.365N                         | 1        | 2005                     | 2009                     | Utilizzati per voli di Stato. |          |  |
| Fairey Fox                  | Regno Unito      | ricognizione                          | VI.R                            | 2        | 1937                     | 1945                     | |          |  |
| FFA P-16                    | Svizzera         | attacco al suolo                      | P-16.04 & P-16 Mk.II            | 5        | 1955                     | 1960                     | Prototipi. Ordine per 100 aerei cancellato dopo un incidente. Due restituiti alla FFA. |          |  |
| Fieseler Fi 156             | Germania         | trasporto, osservazione & ambulance   | C-3 Trop                        | 5        | 1940                     | 1963                     | Il numero include un reimmatricolato. |          |  |
| Focke-Wulf Fw 44            | Germania         | addestramento                         | Fw 44F                          | 1        | 1945                     | 1953                     | |          |  |
| Fokker C.V                  | Paesi Bassi      | ricognizione                          | D & E                           | 64       | 1927                     | 1954                     | |          |  |
| Häfeli DH-1                 | Svizzera         | ricognizione                          | DH-1                            | 6        | 1916                     | 1919                     | |          |  |
| Häfeli DH-3                 | Svizzera         | ricognizione                          | DH-3                            | 109      | 1917                     | 1939                     | |          |  |
| Häfeli DH-5                 | Svizzera         | ricognizione                          | DH-5                            | 80       | 1922                     | 1940                     | |          |  |
| Hanriot HD.1                | Francia          | caccia                                | HD-1                            | 16       | 1921                     | 1930                     | |          |  |
| Hawker Hunter               | Regno Unito      | caccia-bombardiere                    | F.58                            | 100      | 1958                     | 1994                     | F.58 svizzero=RAF F.6, FB.58A=FGA.9, T.68=T.66. Assemblaggio finale a Emmen. Tre lotti, alcuni da conversione di F.6 ex-RAF. |          |  |
| Hawker Hunter               | Regno Unito      | caccia-bombardiere                    | F.58A                           | 52       | 1971                     | 1994                     | F.58 svizzero=RAF F.6, FB.58A=FGA.9, T.68=T.66. Assemblaggio finale a Emmen. Tre lotti, alcuni da conversione di F.6 ex-RAF. |          |  |
| Hawker Hunter               | Regno Unito      | addestramento                         | T.68                            | 8        | 1973                     | 1994                     | F.58 svizzero=RAF F.6, FB.58A=FGA.9, T.68=T.66. Assemblaggio finale a Emmen. Tre lotti, alcuni da conversione di F.6 ex-RAF. |          |  |
| Hiller UH-12                | Stati Uniti      | osservazione                          | B                               | 3        | 1952                     | 1962                     | |          |  |
| Junkers Ju 52/3m            | Germania         | addestramento                         | Versions                        | 3        | 1939                     | 1981                     | Dal 1983 presso il museo aeronautico di Dübendorf. |          |  |
| Learjet 35                  | Stati Uniti      | trasporto VIP                         | 35A                             | 2        | 1987                     | 1996/2006                | |          |  |
| Messerschmitt Bf 108        | Germania         | collegamento                          | B                               | 18       | 1938                     | 1959                     | |          |  |
| Messerschmitt Bf 109        | Germania         | caccia                                | D-1                             | 10       | 1939                     | 1949                     | |          |  |
| Messerschmitt Bf 109        | Germania         | caccia                                | E-1 & E-3                       | 89       | 1939                     | 1948                     | |          |  |
| Messerschmitt Bf 109        | Germania         | caccia                                | F-4/Z                           | 2        | 1942                     | 1947                     | |          |  |
| Messerschmitt Bf 109        | Germania         | caccia                                | G-6 & G-14                      | 16       | 1944                     | 1947                     | |          |  |
| Morane-Saulnier Type G      | Francia          | addestramento                         | G or H                          | 1        | 1914                     | 1919                     | |          |  |
| Morane-Saulnier MS.229      | Francia          | addestramento                         | Et2                             | 2        | 1931                     | 1941                     | |          |  |
| Morane-Saulnier MS.406      | Francia          | caccia                                | MS.406                          | 2        | 1939                     | 1954                     | Utilizzati come addestratori dopo l'impiego come caccia fino al 1948. Diciassette 3801 costruiti dai ricambi dopo la fine della produzione. |          |  |
| Morane-Saulnier MS.406      | Francia          | caccia                                | 3800                            | 82       | 1940                     | 1954                     | Utilizzati come addestratori dopo l'impiego come caccia fino al 1948. Diciassette 3801 costruiti dai ricambi dopo la fine della produzione. |          |  |
| Morane-Saulnier MS.406      | Francia          | caccia                                | 3801                            | 224      | 1941                     | 1959                     | Utilizzati come addestratori dopo l'impiego come caccia fino al 1948. Diciassette 3801 costruiti dai ricambi dopo la fine della produzione. |          |  |
| Morane-Saulnier MS.406      | Francia          | caccia                                | 3802                            | 13       | 1946                     | 1956                     | Utilizzati come addestratori dopo l'impiego come caccia fino al 1948. Diciassette 3801 costruiti dai ricambi dopo la fine della produzione. |          |  |
| Morane-Saulnier MS.406      | Francia          | caccia                                | 3803                            | 1        | 1947                     | 1956                     | Utilizzati come addestratori dopo l'impiego come caccia fino al 1948. Diciassette 3801 costruiti dai ricambi dopo la fine della produzione. |          |  |
| Nardi FN.315                | Italia           | addestramento                         | FN.315                          | 2        | 1944                     | 1948                     | |          |  |
| Nieuport 23                 | Francia          | addestramento                         | 23 C.1                          | 5        | 1917                     | 1921                     | |          |  |
| Nieuport 28                 | Francia          | caccia                                | 28 C.1                          | 15       | 1918                     | 1930                     | |          |  |
| Nord Norécrin               | Francia          | collegamento                          | 1201                            | 1        | 1948                     | 1952                     | |          |  |
| Nord Norvigie               | Francia          | collegamento                          | NC.850                          | 1        | 1949                     | 1950                     | Provato e restituito alla Nord |          |  |
| North American P-51 Mustang | Stati Uniti      | ricognizione                          | P-51B-10                        | 1        | 1944                     | 1945                     | Alcuni acquisiti come surplus per $4000 US ognuno |          |  |
| North American P-51 Mustang | Stati Uniti      | caccia                                | P-51D                           | 113      | 1948                     | 1957                     | Alcuni acquisiti come surplus per $4000 US ognuno |          |  |
| North American P-51 Mustang | Stati Uniti      | caccia                                | TP-51D                          | 2        | 1948                     | 1957                     | Alcuni acquisiti come surplus per $4000 US ognuno |          |  |
| North American P-51 Mustang | Stati Uniti      | caccia                                | F-6                             | 15       | 1948                     | 1957                     | Alcuni acquisiti come surplus per $4000 US ognuno |          |  |
| North American Harvard      | Stati Uniti      | addestramento                         | Mk.IIB                          | 40       | 1948                     | 1968                     | Surplus ex-RCAF (costruiti in Canada). |          |  |
| Pilatus P-2                 | Svizzera         | addestramento                         | P-2 05 & 06                     | 55       | 1945                     | 1981                     | |          |  |
| Pilatus P-3                 | Svizzera         | addestramento                         | P-3                             | 73       | 1956                     | 1995                     | Il numero include i prototipi. |          |  |
| Pilatus PC-9                | Svizzera         | aereo da addestramento                | PC-9F                           | 12       | 1988                     | 2022                     | |          |  |
| Pilatus PC-24               | Svizzera         | trasporto                             | PC-24                           | 1        | 2019                     | 2022                     | |          |  |
| Piper Super Cub             | Stati Uniti      | osservazione                          | PA-18-150                       | 6        | 1948                     | 1975                     | |          |  |
| Potez 25                    | Francia          | ricognizione                          | L-25 A.2                        | 17       | 1927                     | 1940                     | |          |  |
| Potez 63                    | Francia          | bombardiere                           | 630 & 633                       | 2        | 1938                     | 1944                     | |          |  |
| Rockwell Grand Commander    | Stati Uniti      | aerofotogrammetria                    | 680FL                           | 1        | 1976                     | 1993                     | Con registrazione civile impiegato dall'ufficio federale di topografia. |          |  |
| Siebel Si 204               | Germania         | trasporto                             | D-1                             | 1        | 1945                     | 1955                     | Internato |          |  |
| Stinson L-5 Sentinel        | Stati Uniti      | collegamento                          | L-5                             | 1        | 1944                     | 1945                     | |          |  |
| Sud-Ouest Djinn             | Francia          | addestramento e soccorso              | S.O.1221                        | 4        | 1958                     | 1963                     | Restituiti al costruttore a causa di problemi ai rotori. |          |  |
| Weber-Landolf-Münch WLM-1   | Svizzera         | aliante                               | WLM-1                           | 2        | 1951                     | unk                      | |          |  |

### Basi aeree non più in uso

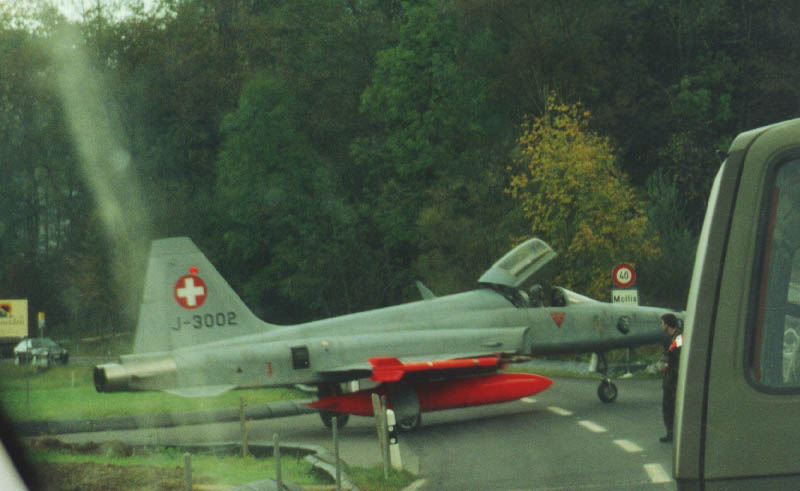
Un F-5E attraversa la strada alla base Mollis

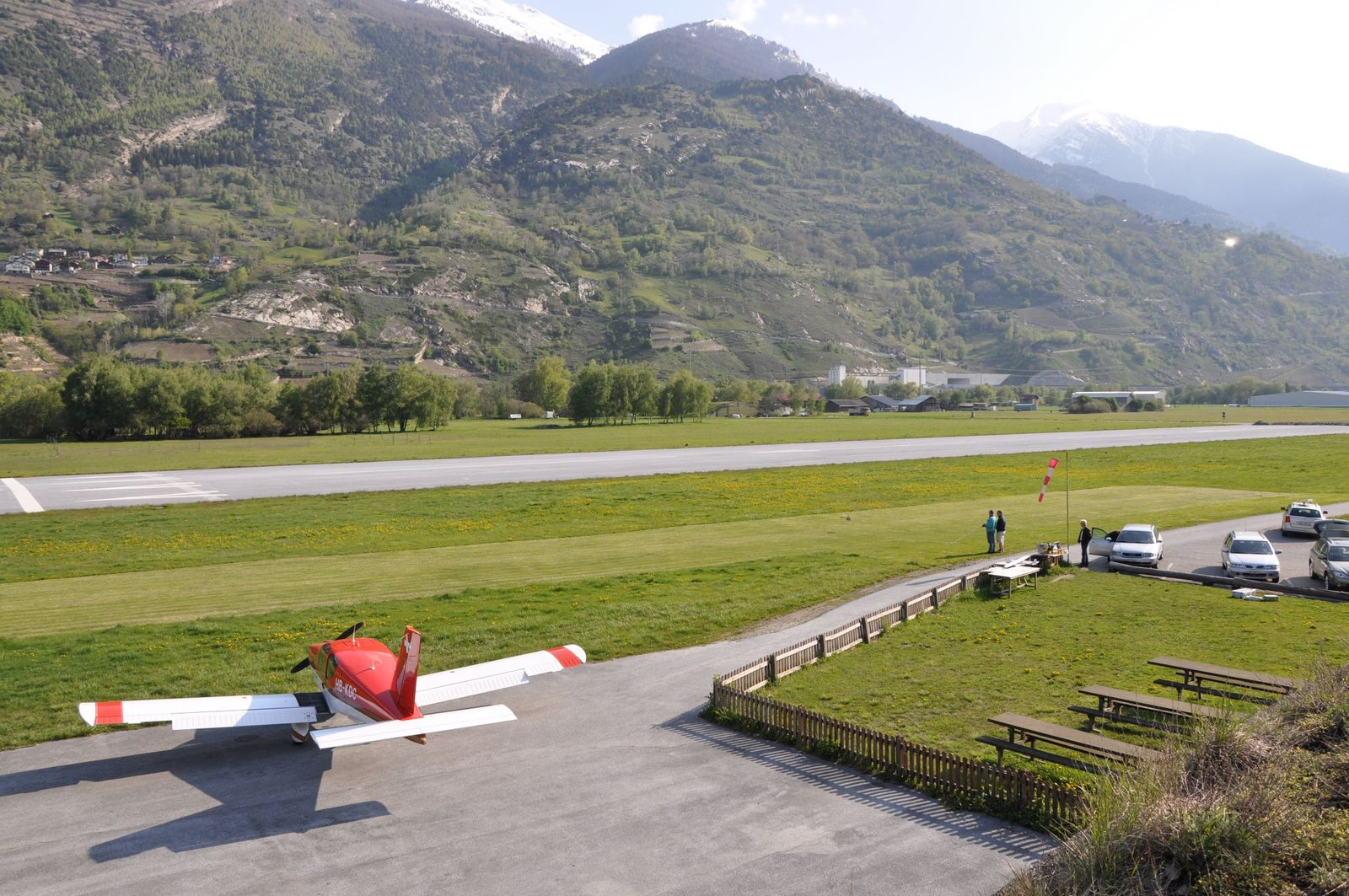
L'ex base aerea di Raron

- Ambrì (LSPM)
- Domat/Ems GR
- Frutigen
- Flugplatz Interlaken (LSMI)
- Flugplatz Kägiswil (LSPG)
- Lodrino
- Mollis
- Münster VS
- Raron (LSTA)
- Reichenbach im Kandertal
- Saanen (LSGK)
- San Vittore GR
- Sankt Stephan BE (LSTS)
- Turtmann (LSMJ)
- Ulrichen
- Zweisimmen (LSTZ)